# Советский район (Орёл)
Советский район — административный район в составе города Орёл.

## История
19 сентября 1937 года вышло постановление ВЦИК об образовании Орловской области с центром в городе Орле. Как приложение к постановлению произведено так же административное деление территории самого нового областного центра с образованием в пределах исторически сложившихся городских границ 3 административных районов: Заводского, Железнодорожного и Советского (по данным Государственного архива Орловской области внутригородские районы в Орле образованы 26 мая 1938 года). В 1960 году Советский район также как и другие районы города был упразднён, а в 1963 году восстановлен.

## Население
| 1939    | 1959    | 1970    | 1979    | 1989    | 2002    | 2009    |
| ------- | ------- | ------- | ------- | ------- | ------- | ------- |
| 21 448  | ↗26 759 | ↗52 913 | ↗79 861 | ↗89 638 | ↘87 820 | ↘82 699 |
| 2010    | 2012    | 2013    | 2014    | 2015    | 2016    | 2017    |
| ↘80 415 | ↗81 767 | ↘80 689 | ↘79 804 | ↗80 783 | ↘80 212 | ↘79 841 |
| 2018    | 2019    | 2020    | 2021    | 2023    |         |         |
| ↘78 587 | ↘77 417 | ↘76 179 | ↗77 970 | ↘76 197 |         |         |

### Национальный состав
По итогам переписи населения 2020 года проживали следующие национальности (национальности менее 0,1 % и другое, см. в сноске к строке «Другие»):
| Национальность | Численность, чел. | Доля     |
| -------------- | ----------------- | -------- |
| Русские        | 65 072            | 83,46 %  |
| Украинцы       | 345               | 0,44 %   |
| Армяне         | 270               | 0,35 %   |
| Туркмены       | 267               | 0,34 %   |
| Белорусы       | 97                | 0,12 %   |
| Другие         | 11 919            | 15,29 %  |
| Итого          | 77 970            | 100,00 % |